# Pronephrium megacuspe
Pronephrium megacuspe là một loài dương xỉ trong họ Thelypteridaceae. Loài này được Baker Holttum mô tả khoa học đầu tiên năm 1972.